# 仮屋昌伸
仮屋 昌伸（かりや まさのぶ、1971年4月2日 - ）は、日本の男性声優、ナレーター。長崎県出身。東京俳優生活協同組合所属。

## 来歴
江崎プロダクション附属養成所、映像テクノアカデミア出身。
以前はマウスプロモーションに所属していた。

## 人物
声種はバリトン。
資格・免許は普通自動車運転免許。声優として多くのアニメ番組に出演する一方で『報道ステーション』などのナレーターとしても活動している。

## 出演

### テレビアニメ
1998年
- Weiß kreuz Glühen

1999年
- THE ビッグオー second season（警備員A）

2001年
- 犬夜叉（村人）
- こみっくパーティー（とらだらけ店員、男子生徒 他）
- スターオーシャンEX（山賊B、村人A）
- ちっちゃな雪使いシュガー（果物屋のおやじ 他）
- ナジカ電撃作戦

2002年
- 朝霧の巫女（給仕）
- FF：U 〜ファイナルファンタジー:アンリミテッド〜（コモディーン2、コモディーンA）
- キディ・グレイド（男）
- ヒートガイジェイ（警備員、ヤクザC）
- フルメタル・パニック!（パイロット、テロリストC）
- 炎の蜃気楼（不良1、ガイコツ武者）
- ラーゼフォン（院長、駅員、防衛軍兵士 他）

2003年
- OVERMANキングゲイナー
- キノの旅 -the Beautiful World-（バーテン）
- 住めば都のコスモス荘 すっとこ大戦ドッコイダー
- 魔探偵ロキ RAGNAROK（銀行員、サラリーマン）
- 名探偵コナン（伊藤B）
- ロックマンエグゼAXESS（2003年 - 2004年、管制官C、八百屋、運転手、ポリスナビ）

2004年
- SDガンダムフォース（銀鶴）
- 北へ。〜Diamond Dust Drops〜（スタッフA）
- ダック・ドジャース
- 光と水のダフネ（教官 他）
- フルメタル・パニック!（パイロット、テロリストC）
- RAGNAROK THE ANIMATION（マーチャント）

### 劇場アニメ
- 機動戦士ガンダム 特別版（2000年、ジオン公国群衆）
- スチームボーイ（2004年）
- 名探偵コナン 銀翼の奇術師（2004年、無線会話）

### OVA
- サクラ大戦 ル・ヌーヴォー・巴里（2004年、諜報部員）
- 鴉 -KARAS-（2005年、医師）

### ゲーム
2003年
- 機動戦士ガンダム めぐりあい宇宙（兵士）

2005年
- 喧嘩番長（剛田竜司、田中雄司）
- ロマンシング サガ -ミンストレルソング-（詩人、ナレーション）

2009年
- 新宿の狼（小田切志郎）

### ドラマCD
- ヴァイスクロイツ Wish A Dream collection II A four-leaf clover（サブ）
- ヴァイスクロイツ グリーエン Fight Fire With Fire（操縦士）

### 吹き替え

#### 映画
- ギャング・オブ・ニューヨーク
- K-19
- ゴジラ FINAL WARS（グレン〈レイ・セフォー〉）[5]
- ニコラスの贈りもの
- ブルー・クラッシュ
- 名誉と栄光のためでなく（将校）

### ナレーション
- NHK BS・HVスポット
- NHK高校講座 日本史
- テレビ朝日 報道ステーション（水曜日 - 金曜日）
- テレビ東京 ジャクソン
- フジテレビ バイキングMORE[6]
- テレビ神奈川 ファイト!川崎フロンターレ
- CS 世界ラリー選手権
- CS シネマチョップ
- CS 20世紀の名車たち（MONDO21）
- テレビ朝日 古舘伊知郎 トーキングブルース2014（2014年12月19日）
- NHK BS1 BS世界のドキュメンタリー「ロシア 疑惑のゴールドラッシュ-アフリカ・UAEコネクションを追う-」（2023年9月5日）

### 特撮
- 百獣戦隊ガオレンジャー（2002年、蒸気機関オルグの声）
- 轟轟戦隊ボウケンジャー（2006年、ツクモガミ・タクミガミの声）

### その他コンテンツ
- 新世紀エヴァンゲリオン（リニューアル版追加キャスト）